# 迈伊斯蒂
迈伊斯蒂（希臘語：Μεγίστη）是希腊南愛琴大區罗得专区的市镇。市镇面积为11.98平方公里，2021年人口数量为584人。
此市镇包括整个卡斯泰洛里佐岛（即迈伊斯蒂岛）及周边诸多小岛，这些岛屿是佐澤卡尼索斯群島中的一部分。